# Geschichte der Tuchindustrie in Eupen

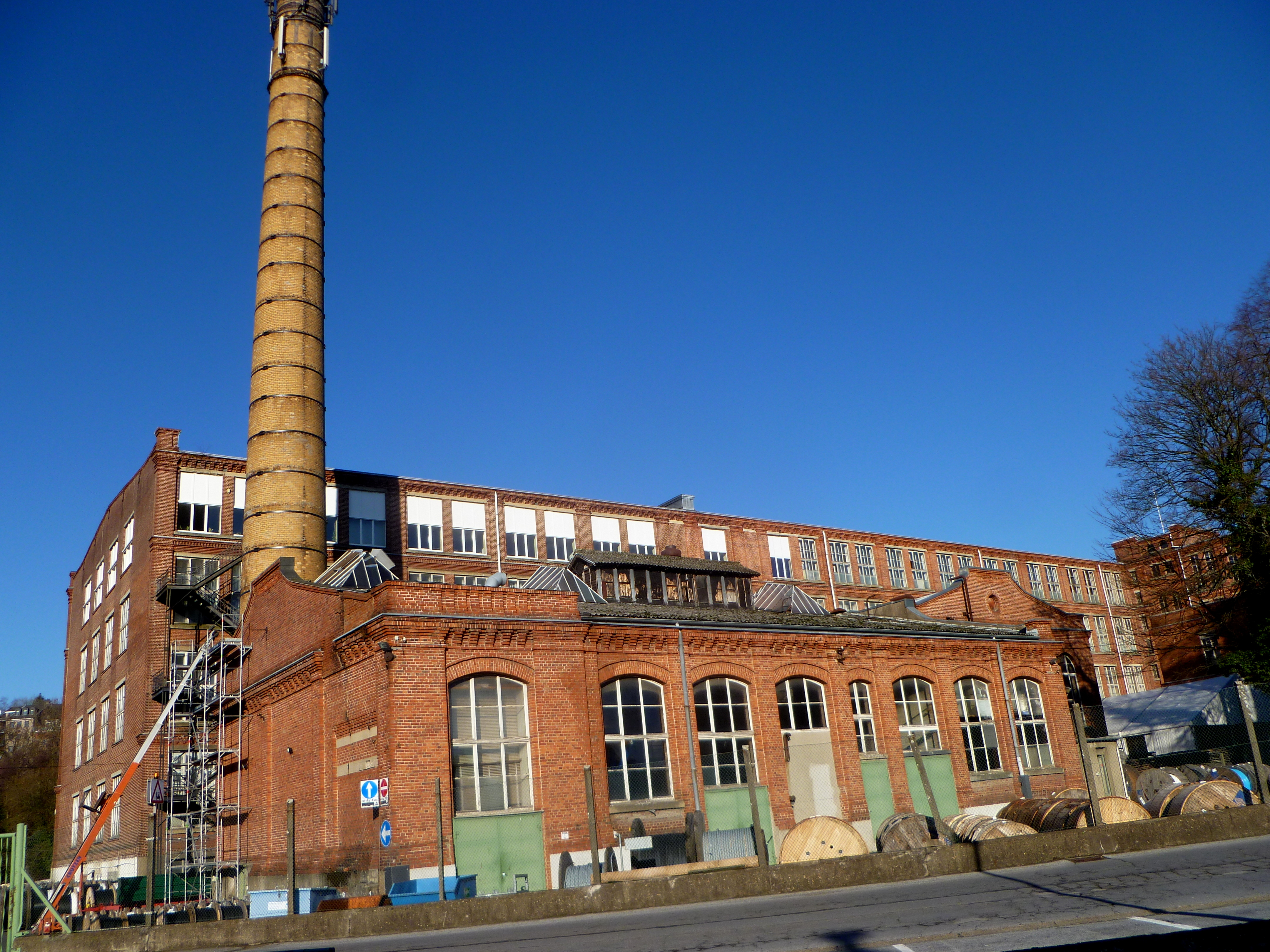
Ehemalige Buntspinnerei der Kammgarnwerke AG

Die Geschichte der Tuchindustrie in Eupen in der Deutschsprachigen Gemeinschaft erstreckt sich über mehrere Jahrhunderte und erlebte seit den ersten urkundlichen Erwähnungen im 16. Jahrhundert bis zur Schließung der letzten Tuchfabrik im Jahr 1989 zahlreiche Höhen und Tiefen. Sie zeigt starke Parallelen und Verknüpfungen sowie Abhängigkeiten mit der Textilgeschichte der nicht weit entfernten Tuchzentren im belgischen Verviers und im niederländischen Vaals sowie in Aachen, Monschau und Euskirchen auf deutscher Seite. Seit 2004 wurde die Eupener Tuchindustrie daher mit den anderen Tuchzentren in der länderübergreifenden Initiative Wollroute sowie in dem Kultur- und Wissensstandort Tuchwerk Aachen und bereits seit 1980 im Stadtmuseum Eupen dokumentarisch erfasst. Vor allem die in Eupen noch erhaltenen und unter Denkmalschutz stehenden Patrizierhäuser der Tuchmacher sind ein Zeugnis der Blütezeit der dortigen Tuchindustrie im 17. und 18. Jahrhundert, in der teilweise bis zu Vierfünftel der Bevölkerung direkt oder indirekt beschäftigt war.

## Geschichte

### Die Anfänge
Nachdem es sicherlich vor dem 16. Jahrhundert in Eupen bereits eine Tuchproduktion in nicht nachweisbar dokumentiertem Ausmaß gegeben haben mag, gibt es erst ab diesem Zeitraum belegte Aufzeichnungen wie beispielsweise 1554 die Notiz über einen Wollhändler Aegidius Hauptmann aus Eupen oder 1572 über den Besuch von Eupener Tuchhändlern auf einer Ausstellung in Frankfurt am Main. Ebenfalls belegt ist der Zuzug vor allem von Tuchhandwerkern aus Aachen, die Anfang des 17. Jahrhunderts sowohl vor den Aachener Religionsunruhen, sofern sie evangelischen Glaubens waren, als später auch vor den dortigen Auswirkungen des rigiden Zunftrechtes infolge des Aachener Gaffelbriefes flüchteten. Um in Eupen ungestört arbeiten zu können, erhielten die Tuchmacher auf ihren Antrag hin im Jahr 1679 zunächst das Privileg, dass die Stadt von Truppendurchzügen und Einquartierungen ausgenommen werden solle und ein Jahr später von Karl II. von Spanien die Genehmigung, Feintuche produzieren zu dürfen. Ein Jahr später, am 8. Mai 1680, gestand er ihnen in einem zweiten Erlass zu, dass die Tuchmacher für den Bau der Wind- und Wassermühlen und zur Anfertigung der erforderlichen Gerätschaften das benötigte Holz aus dem Hertogenwald kostenlos entnehmen dürfen sowie dass das Vieh der Fabrikanten und Arbeiter in den umliegenden Waldbezirken frei weiden könne. Dieses so genannte „Hertogenwald-Privileg“ gilt als die Geburtsstunde der Eupener Feintuchindustrie, zu der auch Manufakturen unter anderem in Kettenis und Walhorn zählten. In einem dritten Erlass vom 15. Juni 1718 wurden schließlich den Eupener Tuchhändlern durch Kaiser Karl VI. die zollfreie Einfuhr der Wolle, des Oels, der Farben sowie alle für die Fabrikation der Tuche und Stoffe notwendigen Gerätschaften genehmigt.
Die ersten größeren Tuchmanufakturen ließen sich im Bereich der Eupener Oberstadt entlang des Stadt- und Gospertbaches nieder. Es fanden jedoch bereits ab dem frühen 18. Jahrhundert vereinzelt auch Bestrebungen statt, sich zudem an den Ufern der ergiebigeren Bäche Weser und Hill in der Eupener Unterstadt anzusiedeln, wo meist vorhandene Mühlenbetriebe übernommen und als Walkmühlen eingerichtet wurden. Dort waren es beispielsweise die Gebrüder Salm, die um 1750 im Bereich des Weserbogens drei Walkmühlen in Betrieb nahmen und in der Oe eine Färberei einrichteten sowie die Familie Kleblanck, die die Walkmühle Kreuzenhammer in der Haas betrieb und die Familie Blanckaert, die bereits Mitte des 17. Jahrhunderts in der Haas die erste bekannte Färberei Eupens gegründet hatte.
In der Zeit der österreichischen Herrschaft über Eupen von 1714 bis 1794 erlebte die Tuchindustrie einen ersten umfassenden wirtschaftlichen Aufschwung. Dieser spiegelt sich vielfach in den noch heute erhaltenen barocken Patrizierhäusern in der Oberstadt wie beispielsweise den Häusern Grand Ry, Mennicken, Gospertstraße 52 und 56 oder Rehrmann-Fey. wider. Die österreichische Regierung förderte vor allem die Entwicklung durch Schutzzölle und die Erlaubnis des zollfreien Imports von Rohstoffen sowie die Religionsfreiheit der Tuchunternehmer. Die Eupener Tuche verkauften sich in Mittel- und Westeuropa, in Polen und Russland sowie in der Levante und in Indien und recht bald mussten hunderte Arbeitskräfte vor allem Scherer aus Frankreich, aus der Österreichischen Niederlande oder dem Königreich Preußen angeworben werden.

Patrizierhäuser mit Tuchmanufakturen (Auswahl)
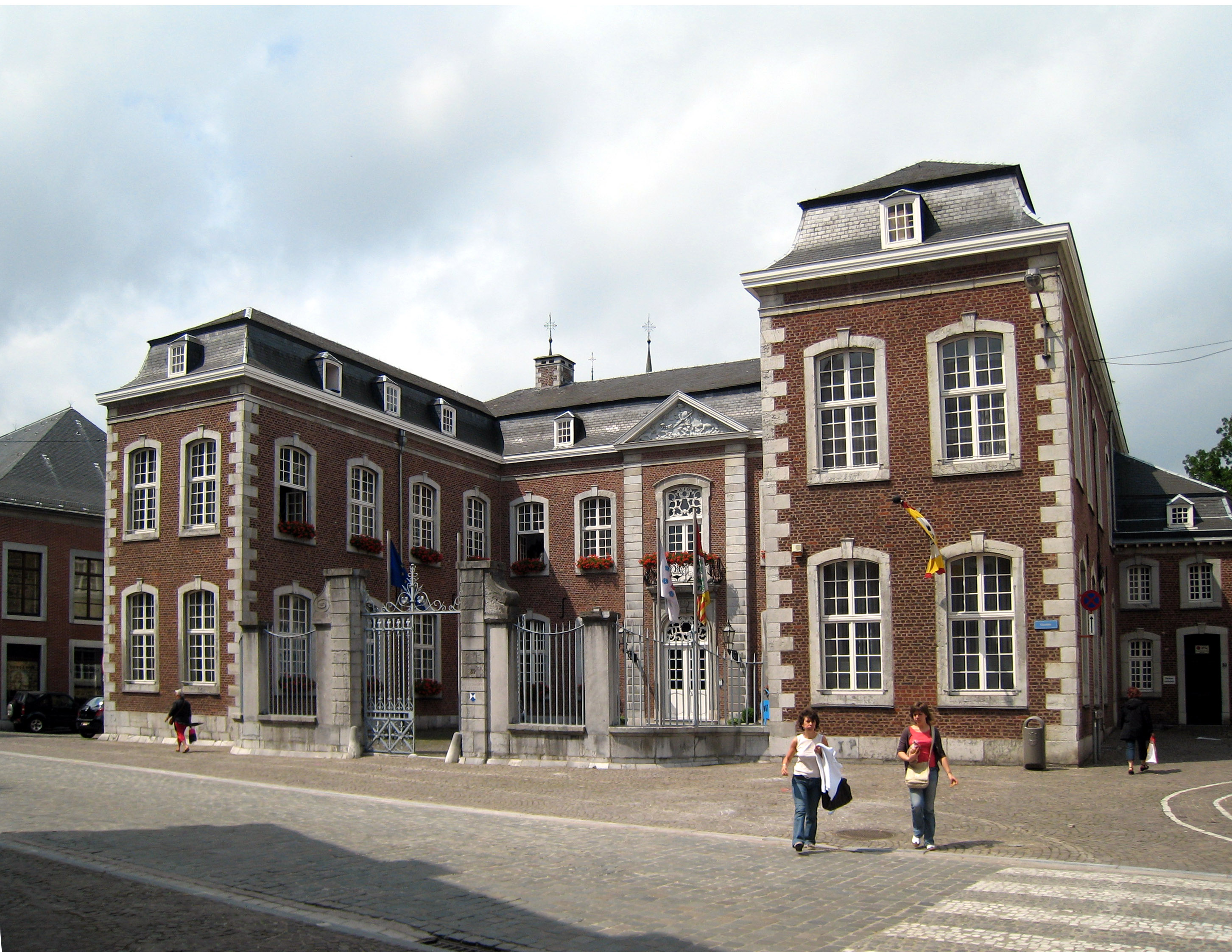
Haus Grand Ry
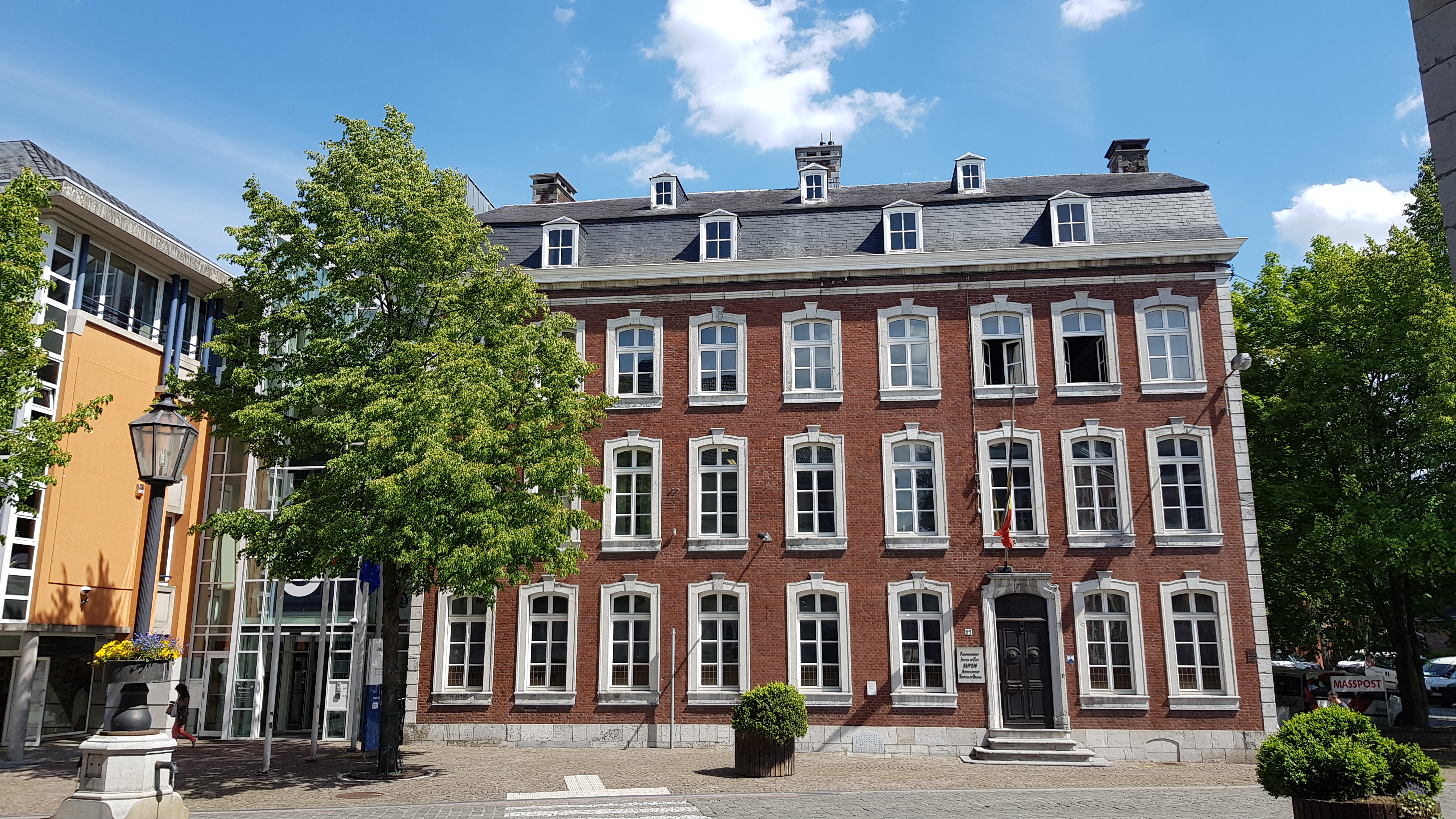
Haus Klötzerbahn 27
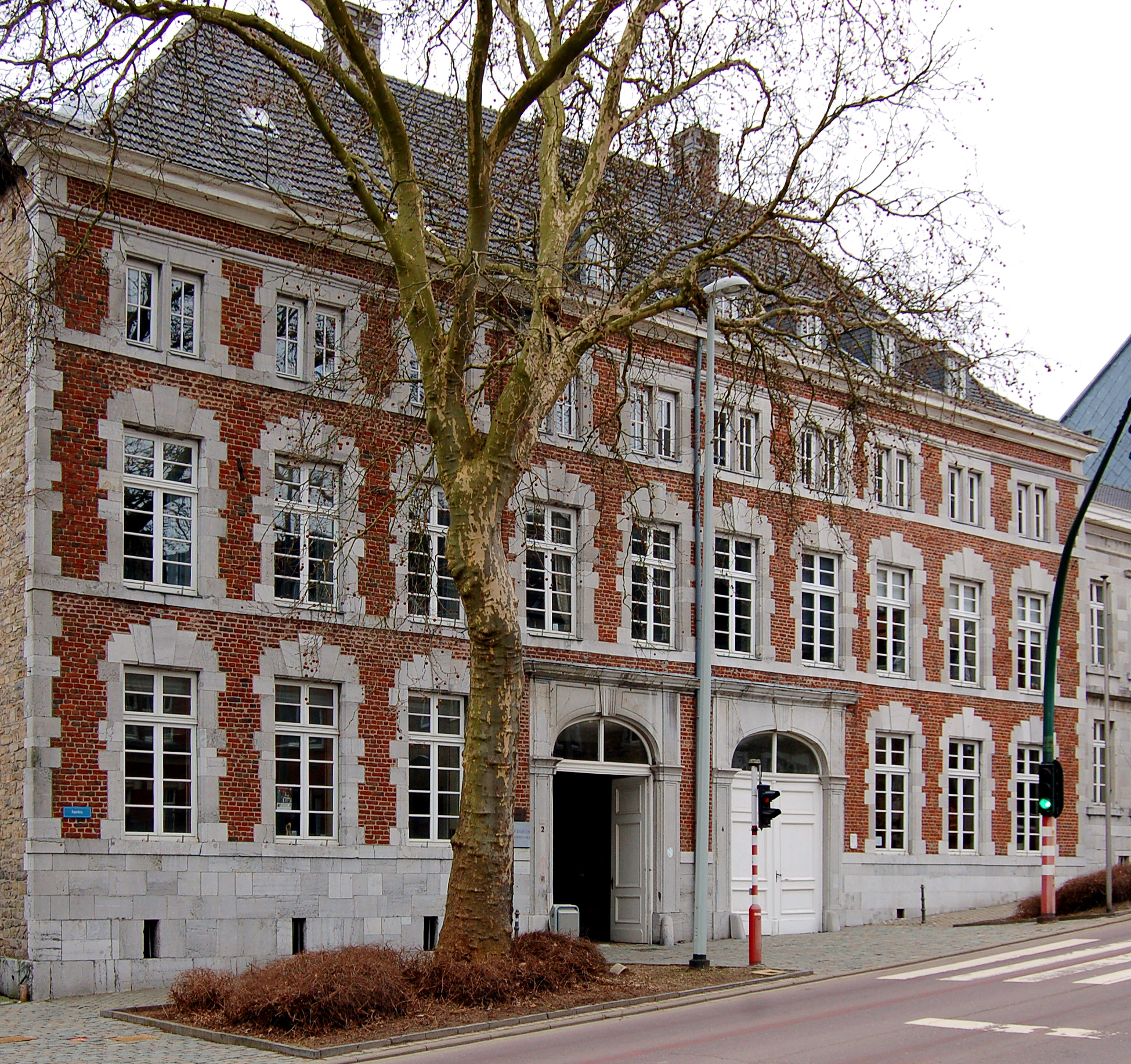
Haus Rehrmann-Fey
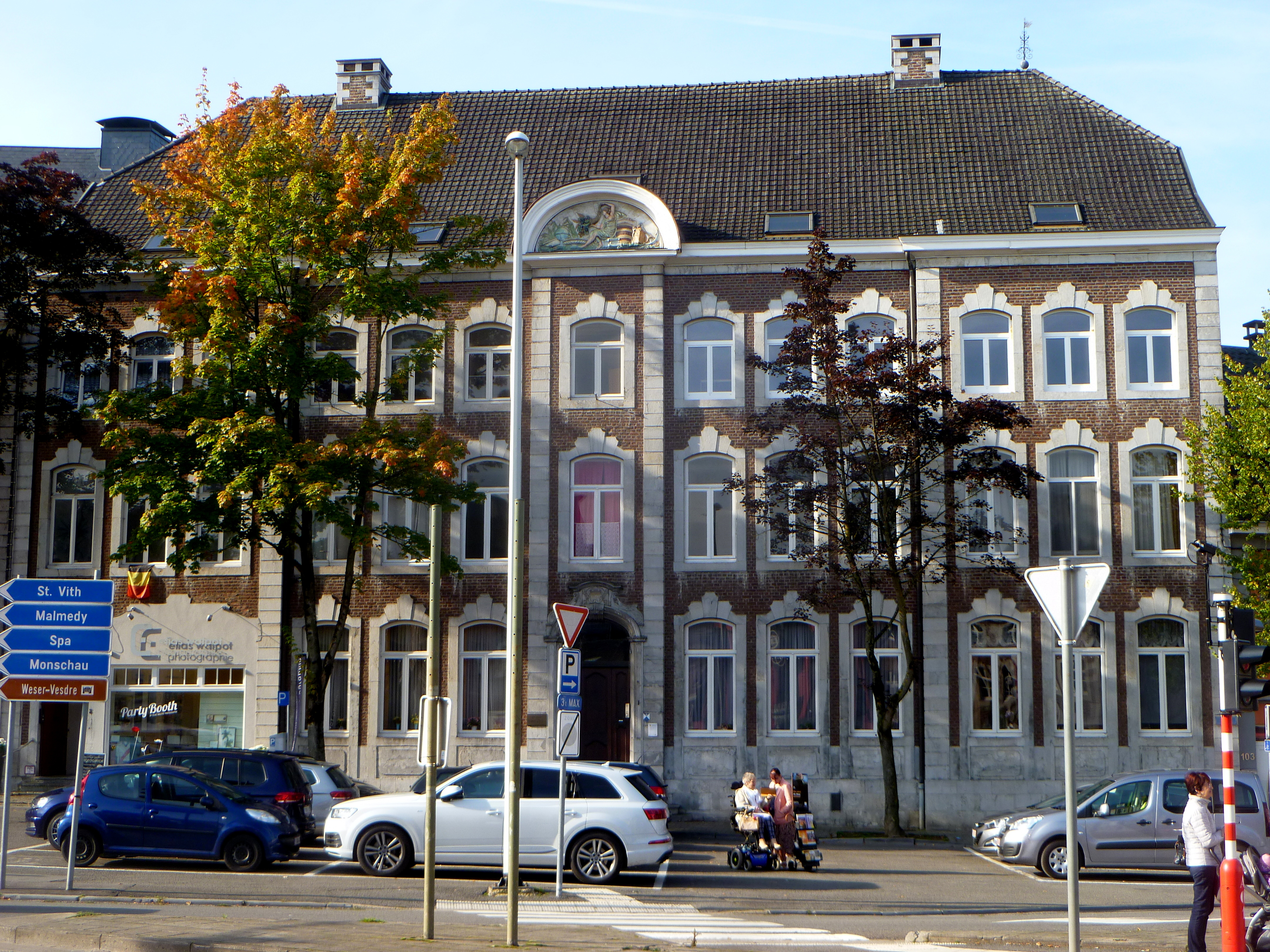
Haus Werthplatz 1–3

Die zu dieser Zeit gängige Organisationsform war das Verlagssystem, bei dem viele der für die Tuchfabrikation erforderlichen Vorbereitungen wie das Spinnen, Waschen, Kämmen, Walken oder Weben von Lohnarbeitern oder ganzen Familien in Heimarbeit verrichtet wurden. Der Leiter eines Unternehmens war dabei meist der Tuchhändler selbst, dem ein Tuchmacher, in Eupen „Baas“ genannt, zur Seite stand, der seinerseits die Tuchhandwerker kontrollierte und Arbeiten außer Haus an Heimarbeiter oder Lohnwebereien vergab. Zur Verwendung kam ausschließlich feine Merinowolle aus Spanien.

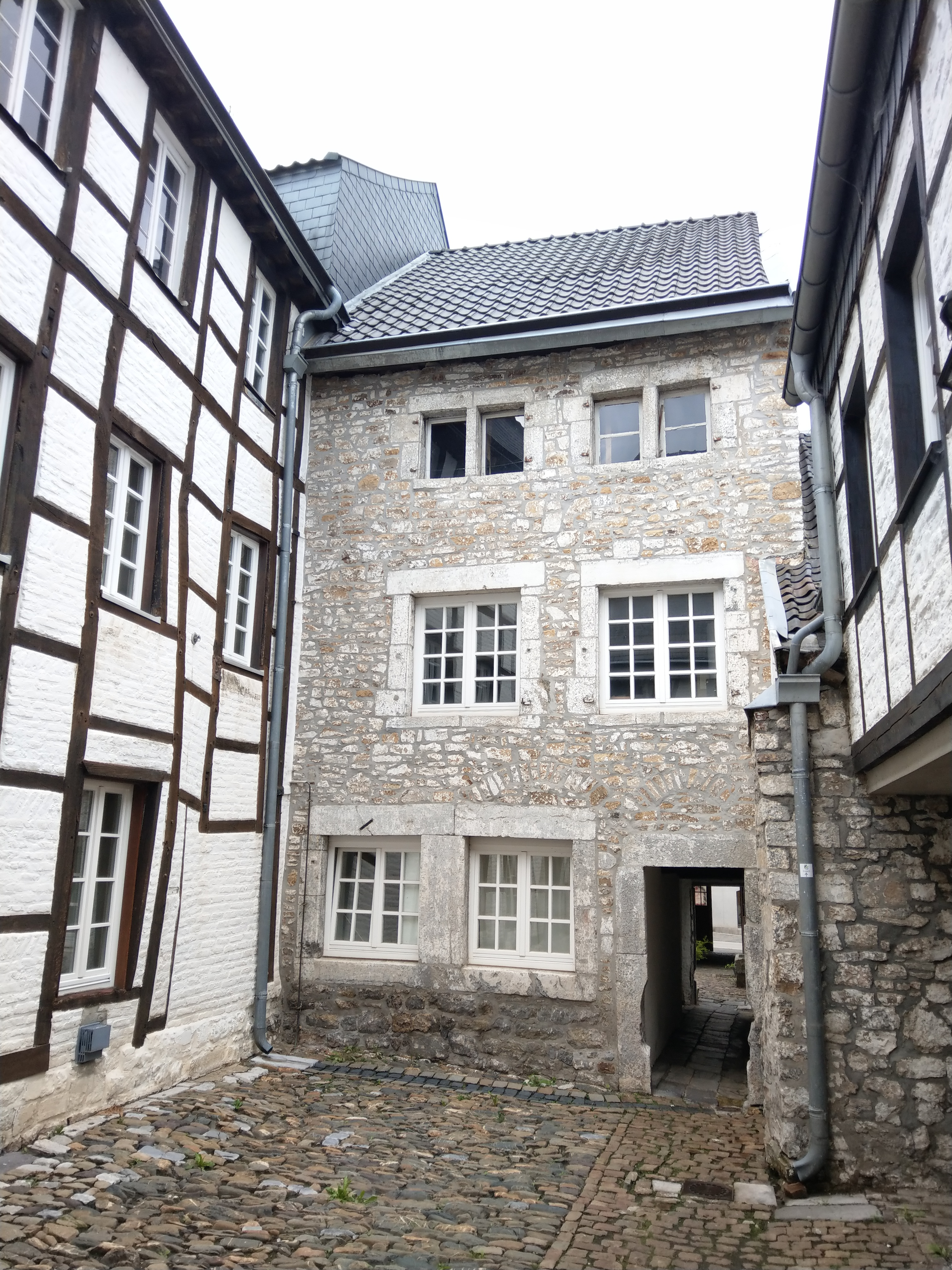
Schererwinkel (Beispiel)

Die Appretur und das Scheren, also die Endfertigung, die für die Glätte und den Glanz der wertvollen Feintuche entscheidend war, fand schließlich unter Aufsicht der Tuchmacher und -händler in den so genannten „Schererwinkeln“ statt, also in Werkstattgebäuden, die sich meist als Achterbauten oder Anbauten zu den Patrizierhäusern der Tuchunternehmer befanden. Obwohl es keine Zünfte in Eupen gab, schlossen sich vor allem die Scherer immer wieder zu Interessengemeinschaften zusammen, kämpften um gerechte Bezahlung oder humane Arbeitszeiten und scheuten sich auch nicht vor Protestaktionen wie beispielsweise 1721 in Form eines ersten Generalstreiks in Eupen oder 1765 durch die Beteiligung am „Läutebieraufstand“, die zumeist erfolglos blieben oder gewaltsam unterdrückt wurden.
Insgesamt zählte das Eupener Tuchhandwerk im ausgehenden 18. Jahrhundert um die 60 größere und kleinere Tuchmanufakturen und etwa 1500 Tuchscherer. Vor allem die Unternehmerfamilien Fremery, Grand Ry, Gülcher, Hüffer, Klebanck, Mayer, Peters, Rehrmann, The Losen und andere legten dabei die Basis für die als „Goldene Jahre“ bezeichnete Zeit der Eupener Tuchindustrie. Das feine Tuch aus Eupener Manufakturen hatte zu dieser Zeit einen hohen Stellenwert in Europa und die Tuchfabrikanten genossen hohes Ansehen. Dies erkannte Franz Stephan von Lothringen, der Ehemann der österreichischen Kaiserin Maria Theresia, der verstärkt Unternehmer aus den Österreichischen Niederlanden nach Österreich abgeworben hatte, was ihm in Eupen in Person von Johann von Thys gelungen war.

### Von der Frühindustrialisierung bis zum Ersten Weltkrieg
Nachdem das Land ab 1794 unter die Herrschaft Frankreichs gekommen war, hatte dies maßgeblichen Einfluss auf die Tuchproduktion in Eupen. Bedingt durch den Wegfall der Zölle nach Frankreich und der Ausschaltung der englischen Konkurrenz durch die Kontinentalsperre ab 1806 sowie durch Großaufträge für das französische Heer erreichte das Eupener Tuchgewerbe den absoluten Höhepunkt seiner gesamten Textilgeschichte. Zudem setzte eine erste technische Weiterentwicklung der Webstühle ein, um die Webgeschwindigkeit zu erhöhen, und die ersten Wollspinnmaschinen wurden ab 1798 von William Cockerill, Senior eingeführt. Für die neue Technik wurden jedoch bis zu 14 Spinnerinnen und Spinner benötigt, um jeweils einen Webstuhl mit ausreichend Fadennachschub in der erforderlichen Geschwindigkeit zu versorgen. In einem weiteren Entwicklungsschritt wurden halb- und vollmechanische Webstühle sowie mechanische Spinn- und Schermaschinen eingeführt, die weniger personalintensiv waren und womit ein erster Industrialisierungsschub einsetzte.

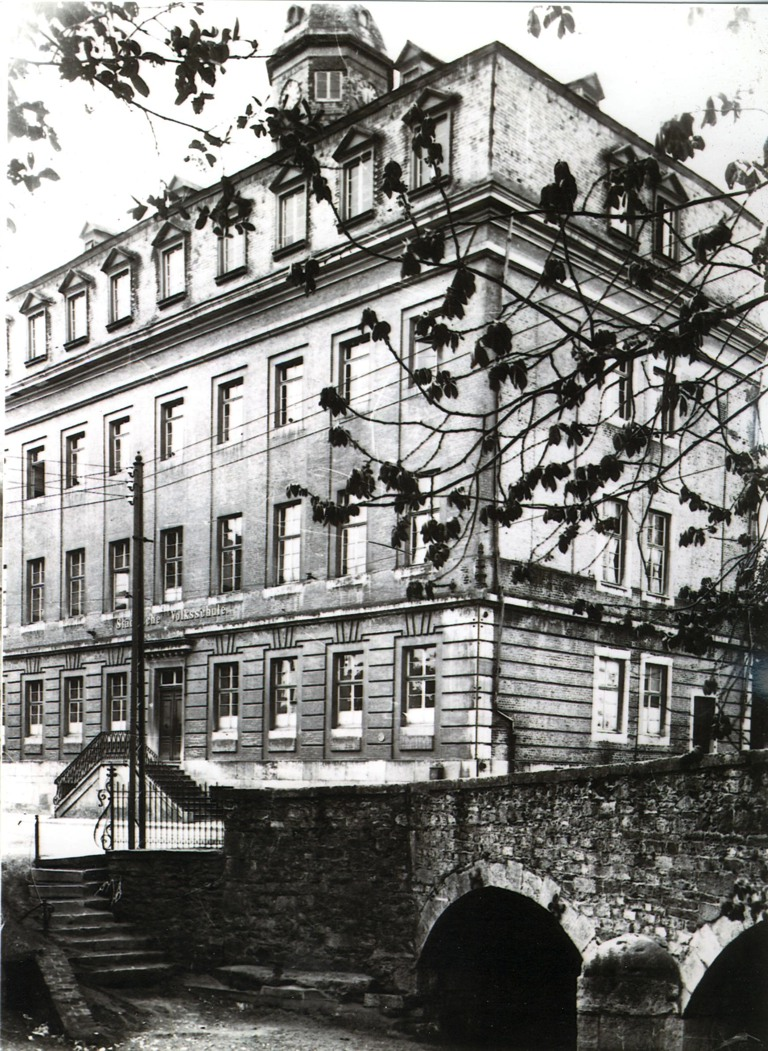
Ehemaliges Scheiblerhaus mit angeschlossener Wollspinnerei im rückwärtigen Anbau

Im Jahr 1802 beschloss der Monschauer Fabrikant und spätere Landrat von Eupen Bernhard von Scheibler sich in Eupen, neben der Weserbrücke niederzulassen, wo er umgehend ein stattliches Haus und Betriebsgebäude errichten ließ. 1807 führte Scheibler mechanische Rauhmaschinen ein und errichtete die erste mechanische Wollspinnerei in der weiteren Umgebung Aachens. Dies war die Geburtsstunde der industriellen Eupener Tuchfabriken, in denen nach und nach alle Arbeitsgänge, von der Vorbereitung bis zur Endfertigung untergebracht wurden und die sich daher im Laufe der Zeit zu Volltuchfabriken entwickelten. Der Boom zeigt sich auch in den Zahlen, wonach im Jahr 1812 von knapp 11.000 Einwohnern Eupens rund 8.500 als Arbeiter, und davon etwa 1.500 als Heimarbeitskräfte für insgesamt 46 Betriebe der Tuchverarbeitung tätig waren.
Um den Antrieb der Maschinen mittels Wasserrädern zu ermöglichen, wurden nun neue Betriebe vor allem entlang der ergiebiger fließenden Bäche Weser und Hill in der Unterstadt angesiedelt, wodurch es zu Beginn des 19. Jahrhunderts zu einer starken Dynamik der dortigen Textilproduktion kam und in der Folge ein neues, aufstrebendes Industrie- und Siedlungsviertel entstand. Schwerpunkt der Produktion lag in diesen Jahren auf feinen, hellfarbigen und nur leicht gewalkten Tuchen aus gröberer Wolle, so genannten Serails, sowie auf dunklen Tuchen, die als „Eupener Schwarz“ bekannt und für Anzüge und Uniformen verwendet wurden.
Der Abzug der Franzosen und die Übernahme Eupens durch Preußen im Jahr 1815 führten zu einschneidenden Veränderungen für die ansässige Tuchfabrikation und es setzte ein wellenförmiger aber kontinuierlicher Abschwung der Tuchwirtschaft ein. Dieser begann mit dem Zusammenbruch des französischen Absatzmarktes, der trotz neuer Märkte in Spanien, Italien oder China nicht aufgefangen werden konnte, sowie dem Wegfall der Kontinentalsperre. Nachdem ab 1816 die Tuchfabriken zudem mit Dampfmaschinen ausgestattet wurden und 1821 die Firma „Gebrüder Stollé & Co.“ am Werthplatz die erste Zylinder-Tuchschermaschine einsetzen wollte, die 13 bis 14 Scherer ersetzen sollte, kam es in der Folge zu einem Aufstand der Tuchscherer, in dessen Verlauf die noch nicht aufgebaute Schermaschine aus Stollés Hof in Einzelteilen in den Gospertbach geworfen wurde. Dieser Aufstand wurde vom Landrat Scheibler mit Hilfe der Polizei und der Bürgermiliz sowie Gendarmen aus Aachen niederschlagen und die Rädelsführer zu fünf Jahren Zuchthaus verurteilt. Insgesamt verstärkten die Unruhen die wirtschaftliche Krise, die eine zunehmende Armut in der Bevölkerung zur Folge hatte, und die durch die Einführung verschiedener Armenschulen, Armenfonds und Frauenvereine aufgefangen werden sollte.
Zusätzlich hatte die 1825 in England ausgebrochene europaweite Handelskrise und die damit einhergehende Spekulations- und Währungskrise Auswirkungen auf die Woll- und Tuchpreise, die daraufhin stark verfielen und damit die Gewinne der Tuchunternehmer beeinträchtigten. Des Weiteren sorgte die Gründung Belgiens im Jahr 1830 für großen Konkurrenzdruck bei der Textilproduktion in Eupen durch die Werke im jetzt belgischen Verviers, in denen zu Dumpinglöhnen gearbeitet wurde. Die Folge war eine starke Zunahme der Arbeitslosigkeit unter den Eupener Tucharbeitern, es kam zu weiteren Unruhen auf den Straßen und einer Reduzierung des Lohnniveaus. Zum Broterwerb mussten nun neben Frauen auch Kinder und Jugendliche unter 16 Jahren arbeiten, die teilweise bis zu zehn Stunden in den Fabriken verbrachten. Manche Familien verließen unter diesem Druck den Großraum Eupen und zogen in andere europäische Tuchzentren oder emigrierten nach Amerika.
Erst zu Beginn der 1830er-Jahre erholte sich die Tuchindustrie vorübergehend, nachdem der Handel mit Russland zunächst aufleben konnte, aber wenige Jahre später durch neue Zollbestimmungen erneut eingeschränkt wurde. Ebenso unterlag der wichtige Levantehandel Eupens ständigen Schwankungen, abhängig davon, ob dort gerade kriegerische Auseinandersetzungen zwischen dem Osmanischen Reich und seinen Nachbarn stattfanden. Ebenso ging seit den 1870er Jahren die Bedeutung der meisten ausländischen Absatzmärkte langsam zurück, da dort eigenständige Tuchproduktionen entstanden waren und durch Schutzzollpolitik die Einfuhren erschwert wurden.
Des Weiteren sorgte ein durchweg schleppender Mechanisierungsgrad in den Betrieben für Umsatzeinbußen, so dass über viele Jahrzehnte das Verlagssystem aufrechterhalten werden musste und 1877 immer noch rund ein Drittel aller Arbeitskräfte in Form von Heimarbeit oder in Lohnspinnereien tätig waren. Um die Modernisierung zu beschleunigen, hatten sich zwischen 1860 und 1870 in Eupen mehrere Maschinenfabriken gegründet, die unter anderem Maschinen für die Tuchfabrikation herstellten. Dennoch blieben in Eupen Volltuchfabriken, wie sie in jenen Jahren vergleichsweise in Aachen in den dortigen weitläufigen Fabrikanlagen eingerichtet wurden, eher die Ausnahme.
Darüber hinaus litten die Tuchunternehmer an den unzureichenden Verkehrsanbindungen, da Eupen erst 1864 einen Bahnanschluss nach Herbesthal erhielt, wogegen die Tuchzentren beispielsweise in Aachen oder Verviers bereits rund zwanzig Jahre zuvor an das Eisenbahnnetz angeschlossen worden waren. Ebenso wirkte sich in Eupen die unsichere Wasserlage in den Bächen, vor allem in der Oberstadt, negativ aus, bei denen beispielsweise durch Austrocknung im Sommer oder Vereisung im Winter der Betrieb nicht immer aufrechterhalten werden konnte, anders als in Aachen, wo die Unternehmer auf Thermalquellen zurückgreifen konnten oder in Verviers, wo die Tuchfabriken von dem Bau der 1878 fertig gestellten Gileppe-Talsperre profitieren konnten.

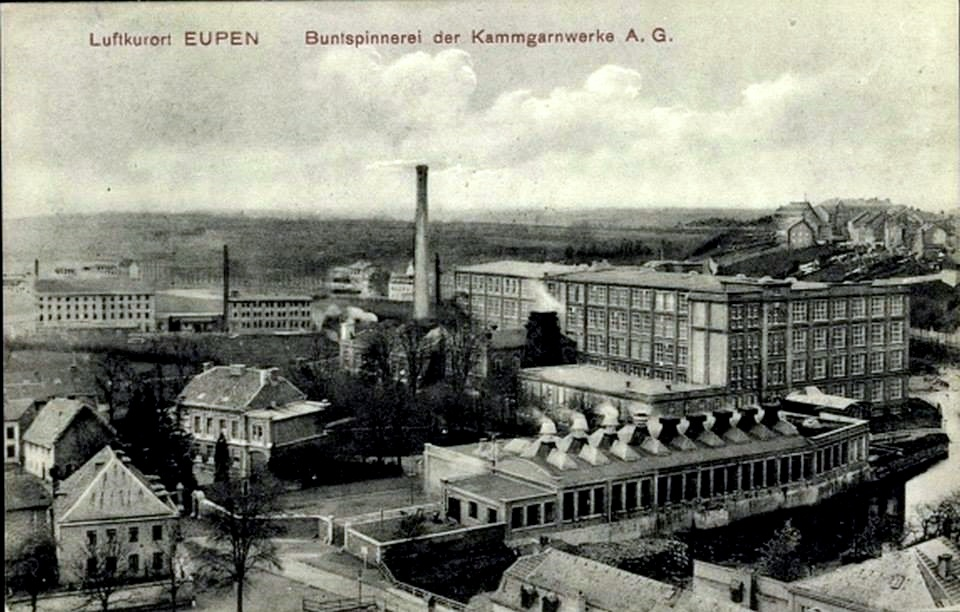
Ehemalige Kammgarnwerke um 1920

Ab dem letzten Viertel des 19. Jahrhunderts sorgten aber nochmals größere Aufträge für einen prosperierenden Absatzmarkt in den USA, wo kaum eine namhafte Tuchindustrie existierte, für einen Ausgleich der zuvor genannten Nachteile. Zudem bewirkte Ende des 19. Jahrhunderts der Wechsel der vorherrschenden Streichgarn- zur Kammgarnproduktion eine letztmalige Belebung der Konjunktur. Diese Garne mussten zuvor vorwiegend aus Verviers eingeführt werden, hier beispielsweise von der dortigen Tuchfabrik Peltzer & Fils, die bereits etwa zwanzig Jahre zuvor schon auf Kammgarn umgestellt hatte und seit Ende der 1860er-Jahre in Eupen mit Filialen vertreten waren. Dort hatte das Vervierser Unternehmen die „Spinnerei Peters“ übernommen und als „Peltzer & Fils“ weitergeführt sowie eine Schaflederfärberei unter der Firmierung „Peltzer & Cie.“ neu eingerichtet. Erst um 1890 wurden in Eupen durch die Kammgarnspinnerei „Gülcher & Grand Ry“ selbst Kammgarne hergestellt. Wenige Jahre später kam es 1906 zur Gründung der Kammgarnwerke AG, die sich auf Initiative von Robert Wetzlar aus der Fusion mehrerer Einzelunternehmen gebildet hatte.
Dies alles führte dazu, dass ab Mitte des 19. Jahrhunderts verschiedene Unternehmen fusionieren oder gar schließen mussten und die Zahl der Mitarbeiter in den Tuchfabriken im Kreis Eupen von 3624 Personen in 19 Betrieben (1861) über 2.600 Personen in zehn Betrieben (1894) auf knapp 2000 Personen in nur noch fünf Betrieben im Jahr 1913 sanken, davon 681 in den Kammgarnwerken. Damit verlief die Entwicklung in der Eupener Tuchindustrie diametral gegenüber der Konkurrenz in Aachen, wo es im 19. Jahrhundert zur Gründung mehrerer Großunternehmen mit teilweise über 1000 Mitarbeitern gekommen war.
Um in diesen schwierigen Zeiten die Interessen der Tucharbeiter vertreten zu können, besonders auch anlässlich der geplanten Einführung des Zweistuhlsystems, wobei ein Weber jeweils zwei Webstühle bedienen sollte, was zwangsläufig Entlassungen oder Lohnkürzungen zur Folge hatte, wurde 1896 die Gewerkschaft des christlich-sozialen Textilarbeiterverbandes für Eupen und Umgebung gegründet, die wiederum die Keimzelle des späteren „Zentralverbandes christlicher Textilarbeit Deutschlands“ war.
Die Abwärtsspirale der Tuchindustrie in Eupen hatte zudem Auswirkungen auf die Entwicklung der Stadt selbst, da sich die größeren, fabrikartigen Unternehmen fast vollständig in der Unterstadt angesiedelt und dort für einen aufstrebenden Stadtteil gesorgt hatten. Im Gegenzug dazu waren sich die alteingesessenen Betriebe in der Oberstadt als Erste von den Schließungen betroffen und die alten Tuchmacherhäuser wurden ab Mitte des 19. Jahrhunderts allmählich anderen Besitzern oder Verwendungen übertragen.

### Aufbäumen und Niedergang im 20. Jahrhundert
Der aufkeimende Boom im Wechsel des 19. zum 20. Jahrhundert unter anderem durch das zuvor erwähnte USA-Geschäft, die Produktionsumstellung auf Kammgarn und die Produktion von Militärtuchen währte nicht lange, denn der Erste Weltkrieg und dessen politische Folgen führte erneut zu massiven Absatzproblemen. Infolge des Versailler Vertrags, durch den unter anderem der Kreis Eupen ab 1919 dem Land Belgien zugesprochen worden war, wurden die Handelsbeziehungen nach Deutschland, wohin zuletzt fast 95 % der Güter exportiert worden waren, abgeschnitten und die Waren durch das Inkrafttreten neuer deutscher Einfuhrzölle ab 1925 zollpflichtig. Daraufhin ließ sich beispielsweise die Eupener Firma „Wilhelm Peters & Sohn“ bereits im Jahr 1919 mit einer Filiale für die Kammgarnproduktion in Aachen nieder. Die nun zollfreien inländischen belgischen Märkte sowie die Nachbarn in Frankreich und Luxemburg konnten die Umsatzeinbußen aber nur bedingt auffangen, da bei diesen Tuchgeschäften die Fabriken aus Verviers dominierten. Weitere Fusionen und Schließungen führten schließlich dazu, dass um 1924 nur noch fünf Tuchfabriken, zwei Spinnereien, das Kammgarnwerk, eine Lohnweberei und eine Färberei in Eupen produzierten.
Die Problematik wurde durch die Weltwirtschaftskrise im Jahr 1929 sowie durch die gewaltsame Eingliederung Belgiens von 1940 bis 1944 während des Zweiten Weltkrieges in das Deutsche Reich noch verstärkt, worauf wiederum der belgische Absatzmarkt zusammenbrach. Um in diesen Kriegsjahren wirtschaftlich überleben zu können, waren die wenigen noch existierenden Eupener Betriebe dazu gezwungen, als Lohnbeschäftigte für einige Aachener Tuchfabriken zu arbeiten.
Nach dem Krieg und der erfolgten Wiedereingliederung Eupens in das Land Belgien mussten wieder neue Absatzmärkte gefunden werden, wobei sich allerdings mittlerweile ehemalige Abnehmerstaaten in Europa, Asien und Übersee zu Konkurrenten entwickelten. Zudem überschwemmten neue Produkte wie beispielsweise Stoffe aus Kunstfasern, Jeans aus Amerika oder Billigware aus Niedriglohnländern, vor allem aus Asien, den belgischen Markt und die Zahl der Beschäftigten sank im Jahr 1955 auf nur noch 1.400 Mitarbeiter, von denen 400 in den drei verbliebenen Tuchfabriken, ca. 700 in den zwei Kammgarnspinnereien und ca. 300 in den übrigen Unternehmen tätig waren. Dies führte letztendlich zur schrittweisen Schließung der verbliebenen Eupener Tuchunternehmen, deren letztes, das Kammgarnwerk, im Jahr 1981 seinen Betrieb einstellte und 1989 endgültig aufgelöst wurde.

## Bedeutende ehemalige Tuchfabriken (Auswahl)

### Ackens, Grand Ry & Cie.

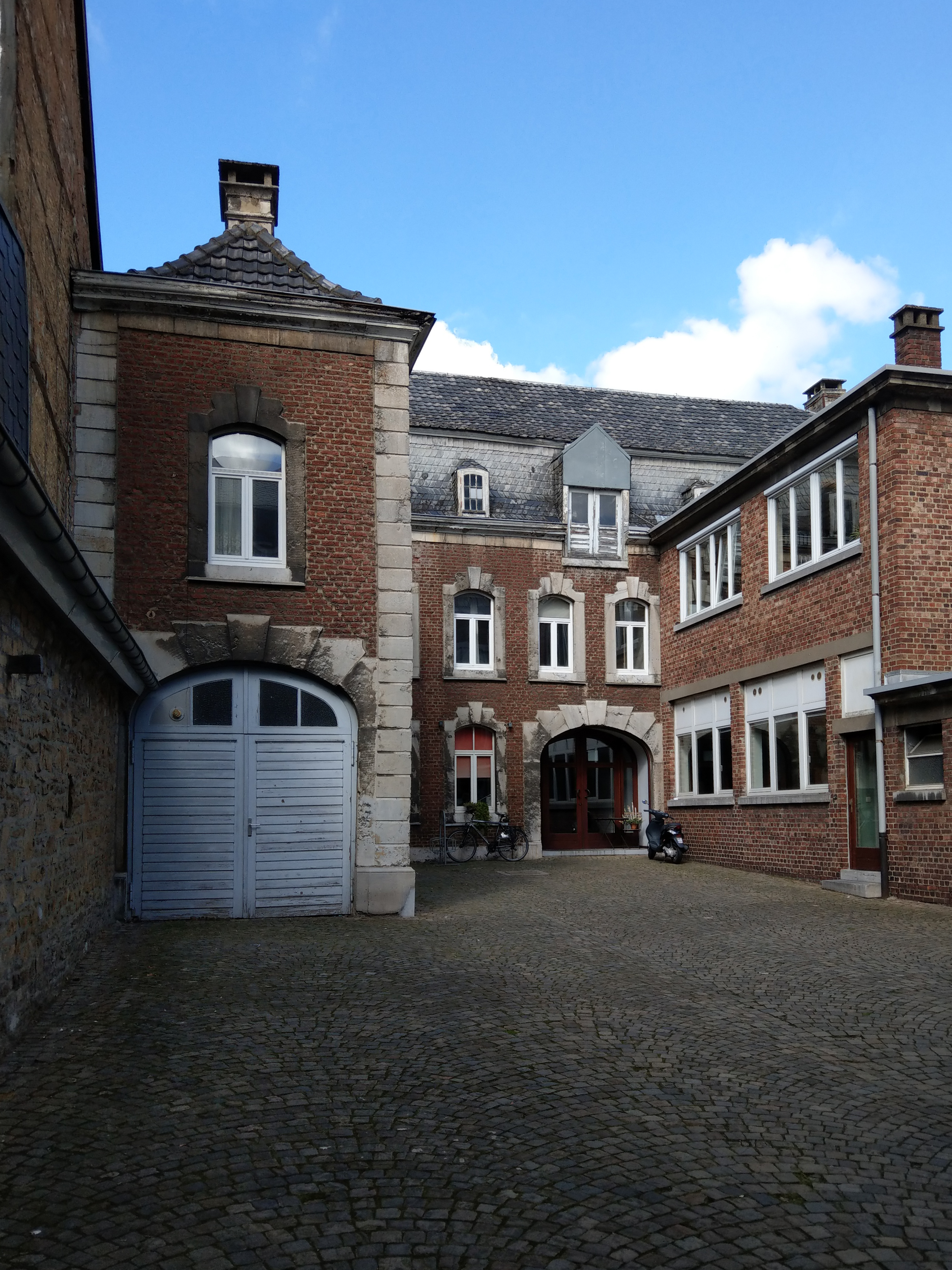
Schererwinkel Marktplatz 8
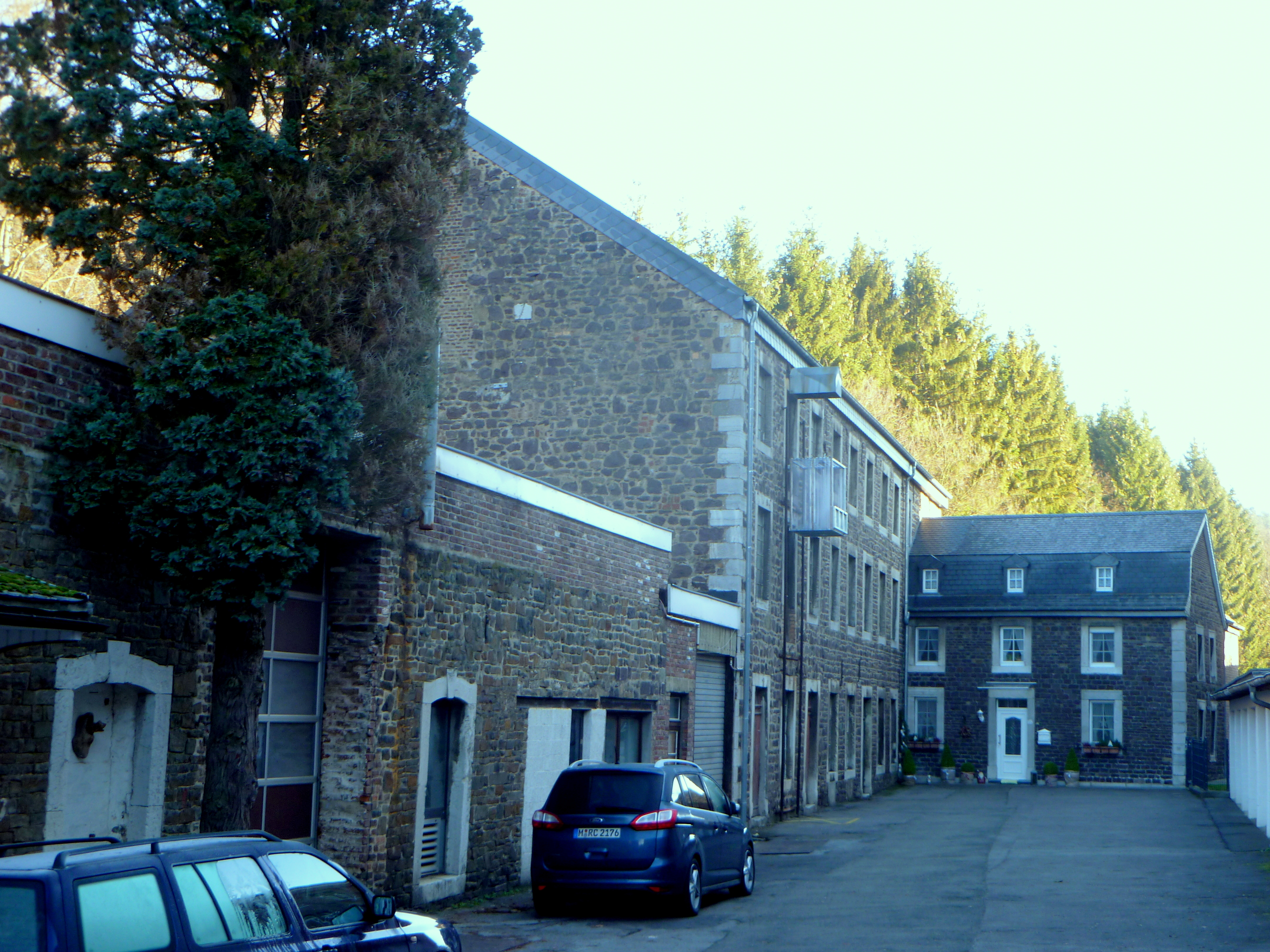
Spinnereigebäude Ackens, Grand Ry & Cie in der Haagenstraße

Das zu den ältesten Tuchmachergeschäften gehörende Unternehmen wurde um 1750 von André Grand Ry (1705–1751) im Haus Marktplatz 8 in der Oberstadt eingerichtet und kam kurzfristig in den Besitz der Familie Heinrich Ackens (1738–1794). Durch Heirat seiner Tochter Barbara Cornelia mit Jacques Charles Maurice von Grand’Ry (1777–1840) im Jahr 1807 gelangte das Tuchmacherhaus am Marktplatz wieder in den Besitz der Familie Grand Ry.
Die dortige Tuchmanufaktur wurde durch Heinrich Ackens ab 1777 als „Ackens, Grand Ry & Cie“ weitergeführt. Später richtete das Unternehmen zwei weitere Fabrikgebäude ein, zunächst ab 1853 im Haus Haasstraße 3, vormals Roemer und ab 1869 im Haus Haagenstraße 2 (Flur Schafskopf), vormals Pontzen, wo sie sich für ihre Spinn-, Walk, Rauh- und Schermaschinen die Wasserkraft der Weser zunutze machten. Der Hauptsitz und Lagerraum blieb jedoch bis zur Firmenauflösung auf dem Marktplatz.
Die Firma Ackens, Grand Ry & Cie. beschäftigte zwischenzeitlich bis zu 385 Mitarbeiter und blieb bis zu ihrer Auflösung im Jahr 1899 in Familienbesitz, zuletzt unter der Leitung von Alfred Clémens Hubert von Grand’Ry (1872–1943).

### Hüffer & Morkramer

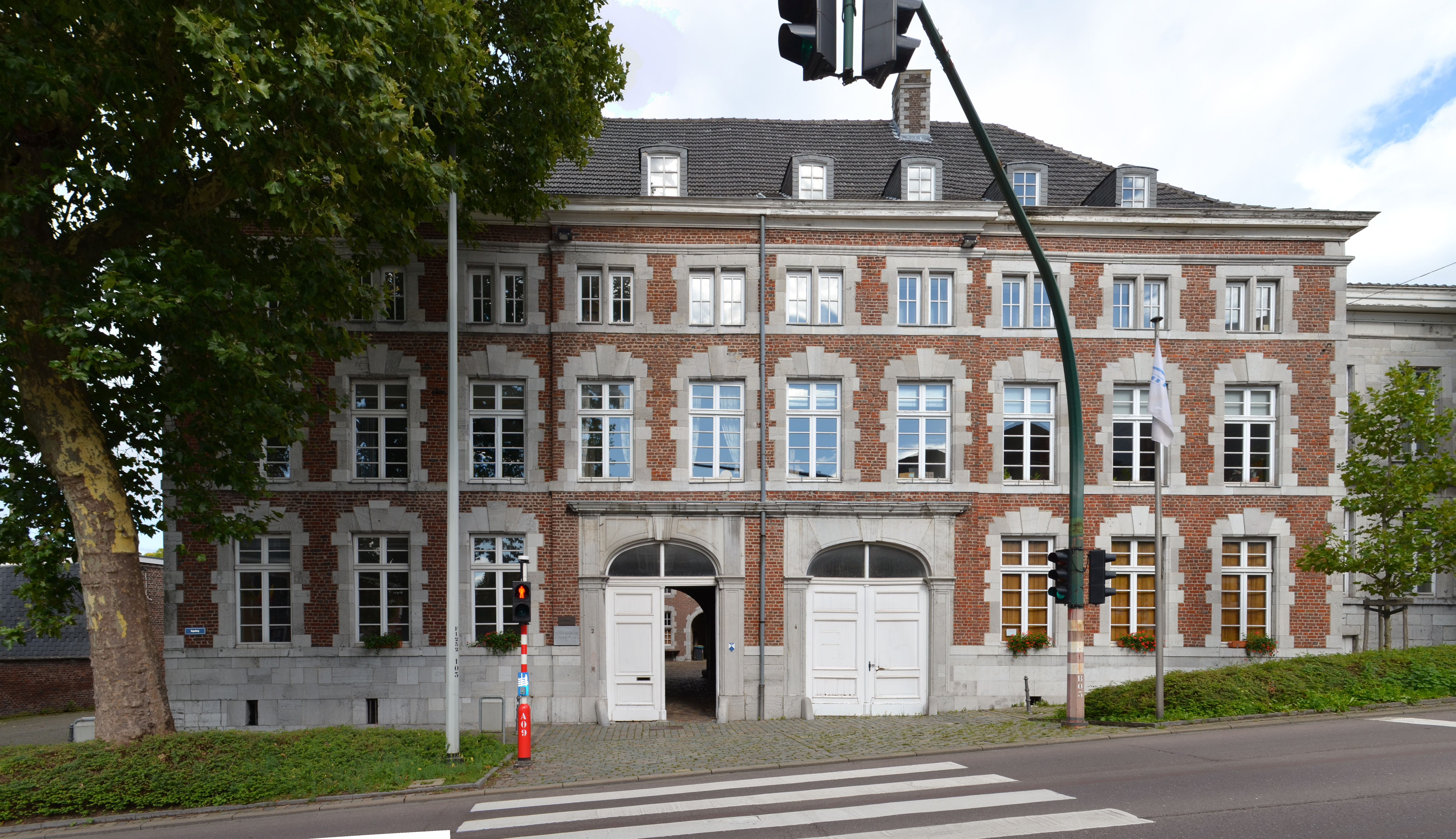
Haus Kaperberg 4, Sitz Hüffer & Morkramer und anschließend E. Hüffer & Cie im rechten Gebäudetrakt

Johann Gerhard Hüffer (1751–1823) war seit 1783 Besitzer einer Tuchmanufaktur im rechten Gebäudetrakt von Haus Kaperberg 4 in der Eupener Oberstadt, an der sein Mitarbeiter Franz Arnold Morkramer (1766–1817) Anteile besaß. Nach dem Tod Morkramers übernahm Johann Gerhards Neffe Anton Wilhelm Hüffer dessen Anteile und richtete noch im gleichen Jahr in der Oe am Weserbogen in der Unterstadt eine neue Fabrikanlage ein. Nach dem Tod seines Onkels im Jahr 1823 erbte Anton Hüffer dessen Fabrik am Kaperberg und baute beide Betriebsstätten maßgeblich zur Tuch- und Buckskinfabrik aus. Zugleich richtete er in seinen Unternehmen, in das etwa 291 Arbeiter beschäftigt waren, eine Unterrichtsanstalt für die Kinder seiner ärmeren Mitarbeiter ein und gründete eine Betriebskrankenkasse.
Nachdem Anton Hüffer sich ab den 1840er Jahren zunehmend der Montanindustrie widmete, übertrug er das geerbte Unternehmen auf dem Kaperberg seinem Sohn Eduard (1812–1891), der den Betrieb als „E. Hüffer & Cie.“ weiterführte und um 1890 stilllegte sowie zugleich den Gebäudetrakt der Stadt Eupen vermachte. Die Fabrik in der Oe übergab Anton Hüffer 1842 seinem Schwiegersohn Julius The Losen, die ab 1873 als „Hüffer & The Losen“ firmierte. Zuletzt wurde sie von Max Fromann und von Johann Justus Krantz (1842–1919) geleitet und Anfang des 20. Jahrhunderts aufgelöst.

### Tuchfabrik J. F. Mayer

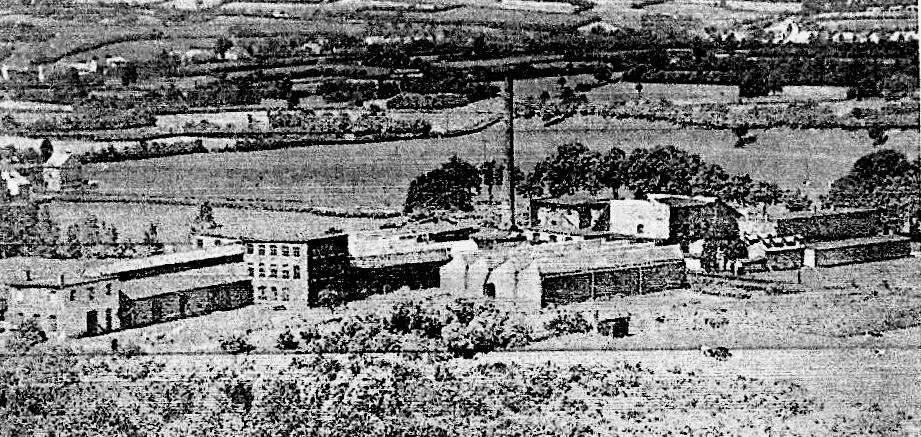
Ehemalige Tuchfabrik Mayer im Wesertal

Johann Friedrich Mayer (1762–1830) stammte aus Heilbronn und gründete nach seinem Zuzug nach Eupen zunächst ein kleineres Tuchunternehmen. 1797 legte er dieses mit dem Tuchbetrieb Jacob Breuls & Söhne zusammen, der seit Ende der 1770er-Jahre, anfangs zusammen mit Leopold The Losen, im Haus Klötzerbahn 27 in der Oberstadt seinen Sitz hatte. Mayer wählte diesen Standort ebenfalls zum Hauptsitz und firmierte fortan als Jacob Breuls, Söhne & Mayer.
Die Fusion wurde am 1. Juni 1825 aufgelöst und Mayer führte fortan den Betrieb auf der Klötzerbahn, der im Verlagssystem arbeitete, als Alleinverantwortlicher unter dem Namen Tuchfabrik J. F. Mayer weiter. Im Jahr 1845 übergab er ihn seinem Sohn Julius Mayer (1806–1859), der das Unternehmen in den Bereich der Oestraße verlegte, seinen Wohnsitz jedoch auf der Klötzerbahn behielt. Mit modernsten Maschinen ausgestattet, produzierte das mittelgroße Unternehmen mit nur maximal 172 Mitarbeitern vorzugsweise für die Märkte in Ostindien, China, Japan und in der Levante und gewann auf internationalen Wirtschaftsausstellungen zahlreiche Preise. Der Schwerpunkt der Produktion lag auf die Herstellung von Hutstumpen und ab 1877 unter Julius Friedrich Mayer (1839–1890) auf Filzstoffe.
Die Folgen eines Großbrandes im Jahr 1889 konnten rasch behoben und bereits ein Jahr später unter Alexander Mayer (1867–1943) mit der Konzentration auf feine Kammgarnstoffe und Buckskins wieder aufgenommen werden. Obwohl das Unternehmen in den wirtschaftlich schwierigen Zeiten nach dem Ersten Weltkrieg als auch nach dem Zweiten Weltkrieg noch zu den führenden Tuchfabriken Belgiens zählte, konnte es sich auf Dauer nicht halten und musste 1961 durch seinen letzten Direktor Curt A. Mayer (1903–1991) liquidiert werden.

### Sternickel & Gülcher

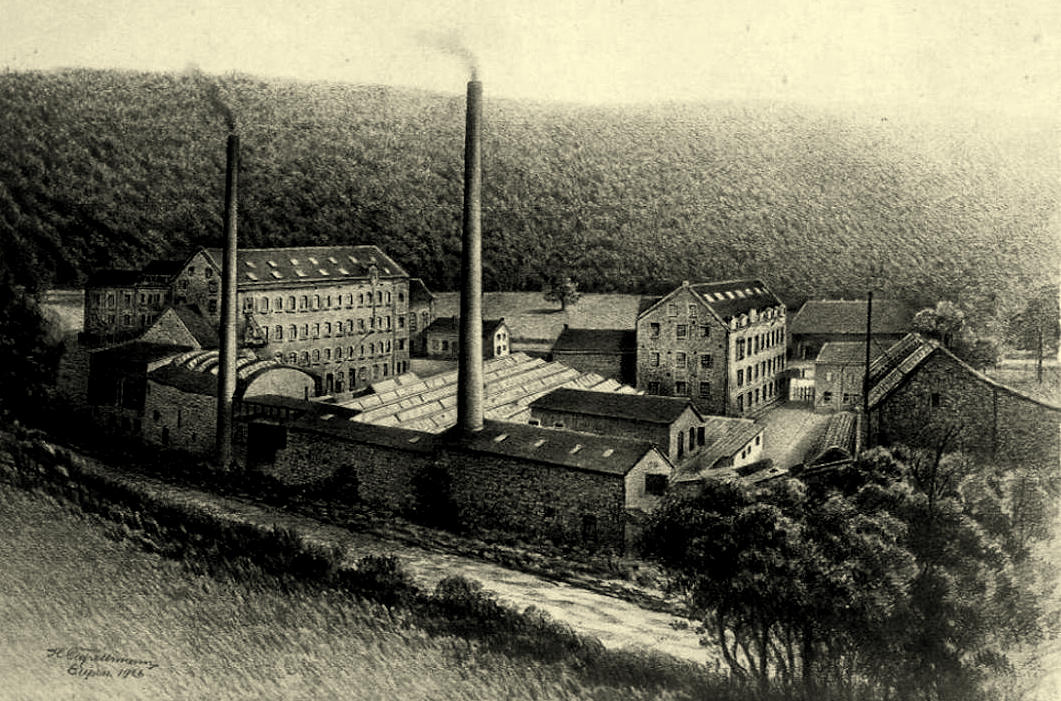
Ehemalige Tuchfabrik Sternickel & Gülcher

Die Tuchfabrik wurde 1801 von Johann Jacob Gülcher (1779–1862) in der Gospertstraße in der Oberstadt gegründet. Etwa vier Jahre später trat zunächst Benjamin Sternickel und nach dessen Ausscheiden im Jahr 1813 Christian Bernhard Sternickel in den Betrieb ein, der daraufhin als „Sternickel & Gülcher“ firmierte. Im Jahr 1829 wurde das Unternehmen in den Ortsteil Hütte am Ufer der Hill in der Eupener Unterstadt verlegt, wo es in eine Anlage mit neuen Gebäuden für eine zusätzliche Spinnerei, Walkerei und Appretur überwechselte.
In diesen Jahren entwickelte sich der Betrieb zur größten Tuchfabrik Eupens mit 750 Mitarbeitern. Im Jahr 1852 wurde die Firmenleitung an die Söhne der Gründer, Alfred Sternickel und Arthur Gülcher (1826–1899) übertragen, der nach dem Austritt Sternickels ab 1861 die alleinige Führung übernahm. Zwischenzeitlich wurden in den Jahren 1850, 1855 und 1869 umfangreiche Gebäudeerweiterungen vorgenommen und der Betrieb technisch modernisiert. Um den östlichen Markt Europas in den habsburgischen Ländern zu erobern, ließen sich die Firmengründer schon ab 1821 in Wien und später in Biela an der tschechisch-slowakischen Grenze nieder und errichteten dort große Werke.
Nach Arthur Gülcher leitete sein Neffe Johann Jacob (Iwan) Homberg (1850–1924) das Unternehmen in Eupen, das von Theodor Küchenberg (1876–1966) um 1920 erworben und in eine Volltuchfabrik unter dem Namen „Eupener Textilwerke“ („Usines Textiles d’Eupen S.A.“) nach belgischem Recht umgewandelt wurde. Fortan spezialisierte sie sich bis zu ihrem Konkurs im Jahr 1968 auf die Herstellung feiner Tuche für die Herrenbekleidung, Mantelstoffe, Damenstoffe und Offizierstuche.

### Leonhard Peters

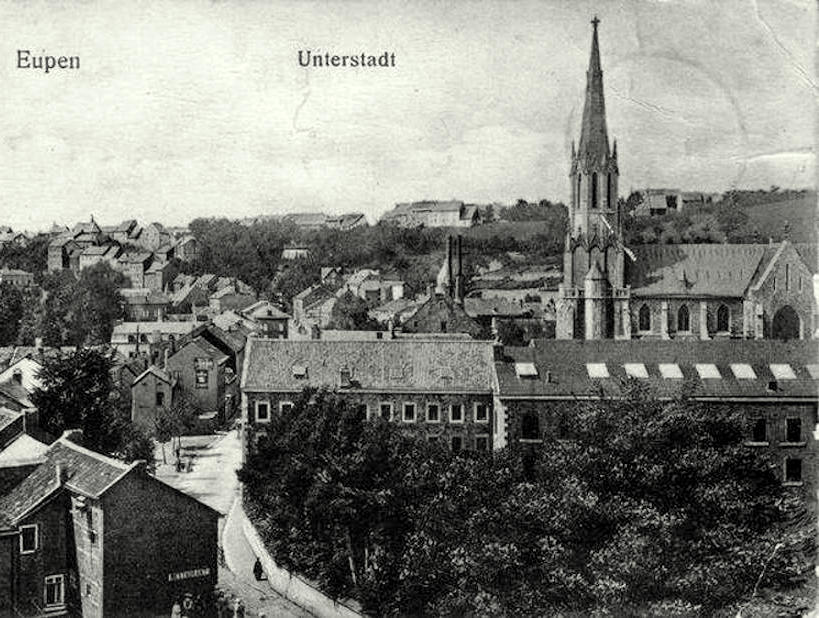
Ehemalige Tuchfabrik L. Peters

Das Tuchfabrik mit Walkerei wurde 1803 von Leonhard Peters (1761–1813) in der Eupener Haasstraße unmittelbar vor der Kirche St. Josef eingerichtet und hatte in ihrer besten Zeit um 1836 bis zu 440 und um 1895 nur noch rund 250 Mitarbeiter. Im Jahr 1896 sollte unter der Leitung von Alfred Peters (1851–1934) das Zweistuhlsystem eingeführt werden, was zu einem betriebsinternen Arbeiteraufstand führte. Peters gab nur bedingt nach und verzichtete auf die Einführung des Zweistuhlsystems, setzte jedoch drastische Lohnkürzungen durch. Im Jahr 1936 wurde das Unternehmen stillgelegt.

### Wilhelm Peters & Sohn

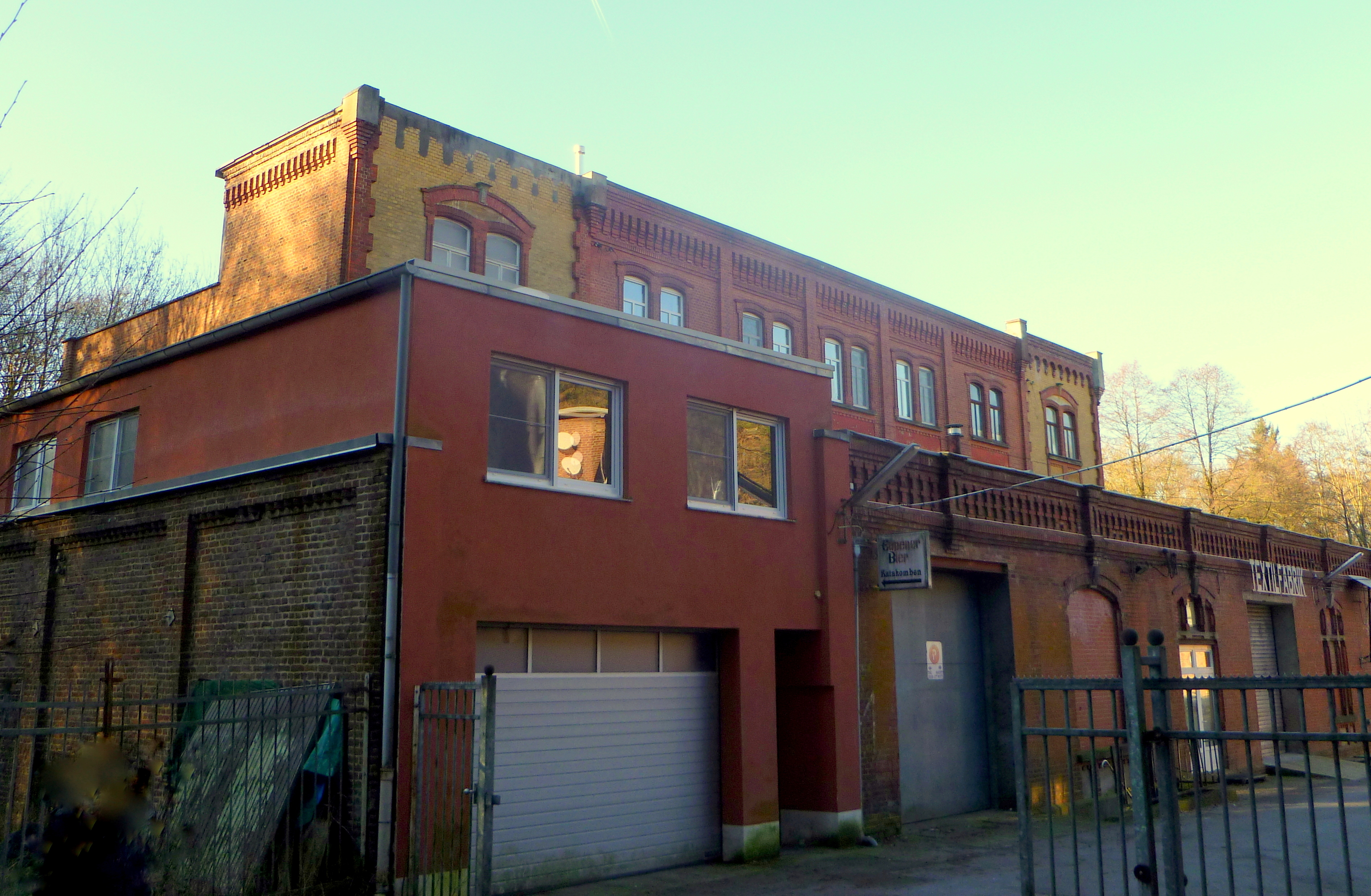
Verwaltungsgebäude der ehemaligen Tuchfabrik Wilhelm Peters & Cie
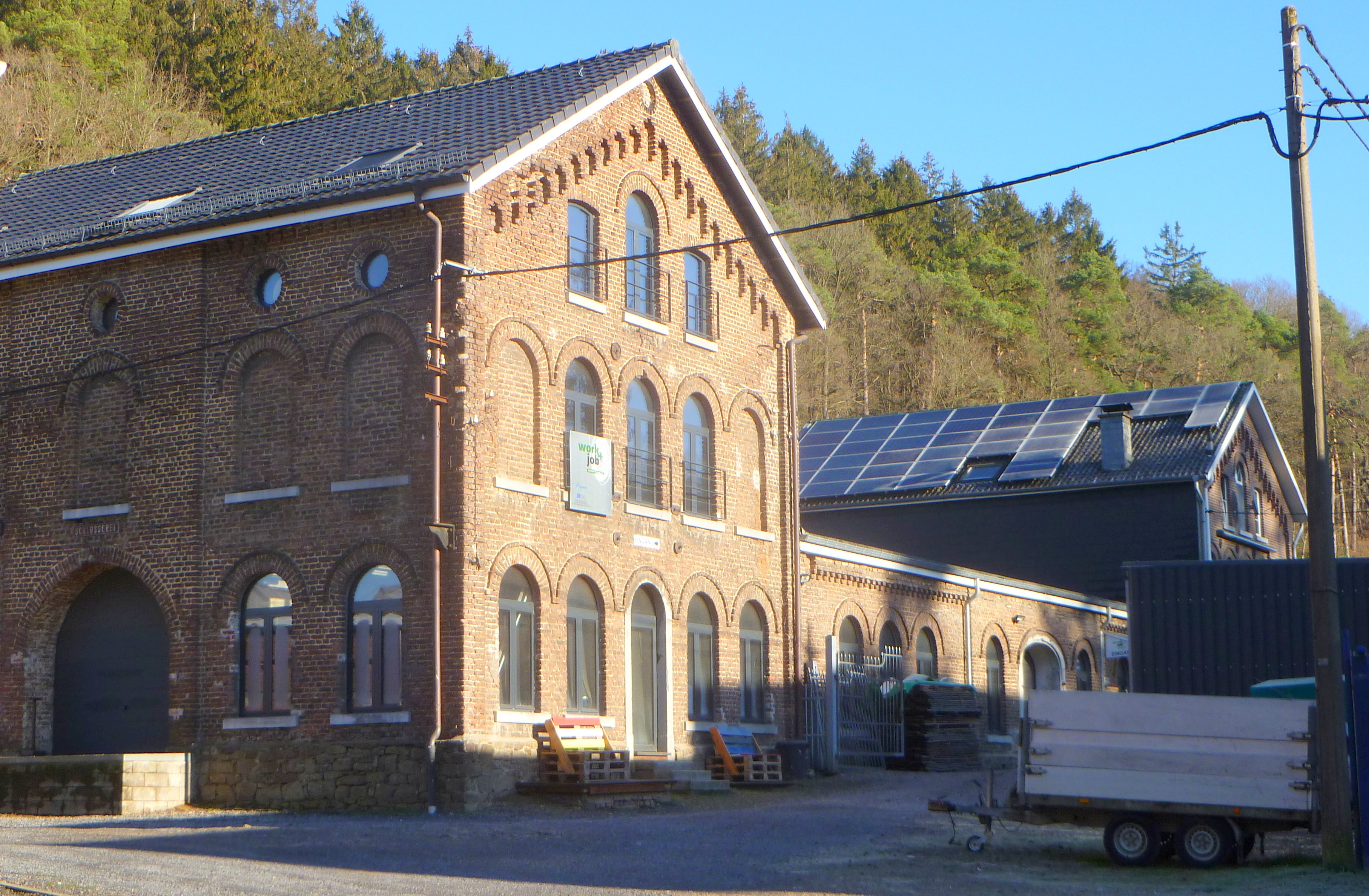
Färbereigebäude der ehemaligen Tuchfabrik Wilhelm Peters & Cie

Die Tuchfabrik wurde 1837 von Wilhelm Peters (1814–1889), einem Neffen von David Hansemann, im Haus Werthplatz 5–7–9 in der Oberstadt als Lohnweberei gegründet und konnte bereits ein Jahr später konnte er auf eigene Rechnung arbeiten. 1841 pachtete er zunächst die voll eingerichtete Tuchfabrik Grand Ry im Langesthal am Ufer der Weser und begann mit der Herstellung buntgemusteter Tuche aus gefärbter Wolle, die zum Erfolgsschlager wurden. Drei Jahre später übernahm er die gesamte dortige Fabrikanlage sowie 1867 die benachbarte Weberei und Walkerei Nicolai. Durch weitere Ausbaumaßnahmen und technische Modernisierungen entwickelte sich das Unternehmen bis 1879 zur Volltuchfabrik mit über 500 Mitarbeitern. 1887 folgte der Bau einer Sheddachhalle für die Weberei, wo in den Folgejahren die Arbeiter an bis zu 230 Webstühlen tätig waren.
Nach dem Ersten Weltkrieg wandelte das Unternehmen im Jahr 1922 ihr Eupener Werk in eine Aktiengesellschaft um und richtete 1924 eine Filiale für die Kammgarnproduktion in Aachen ein. Unter der neuen Firmierung „Wilhelm Peters & Co. S.A.“ war das Unternehmen auf die Produktion von feinstem Kammgarngewebe für die Herrenmode und Streichgarngewebe für Mantelstoffe und Loden spezialisiert. Nachdem im Jahr 1961 zunächst das Aachener Werk stillgelegt werden musste, wurde 1972 das Hauptwerk in Eupen von Wilhelm Peters’ Urenkeln wegen mangelnder Aufträge endgültig geschlossen. Einige der betreffenden Gebäude zählen neben den Gebäuden der Kammgarnwerke zu den wenigen verbliebenen Industriebauten der Eupener Tuchindustrie.

### Kammgarnwerke AG

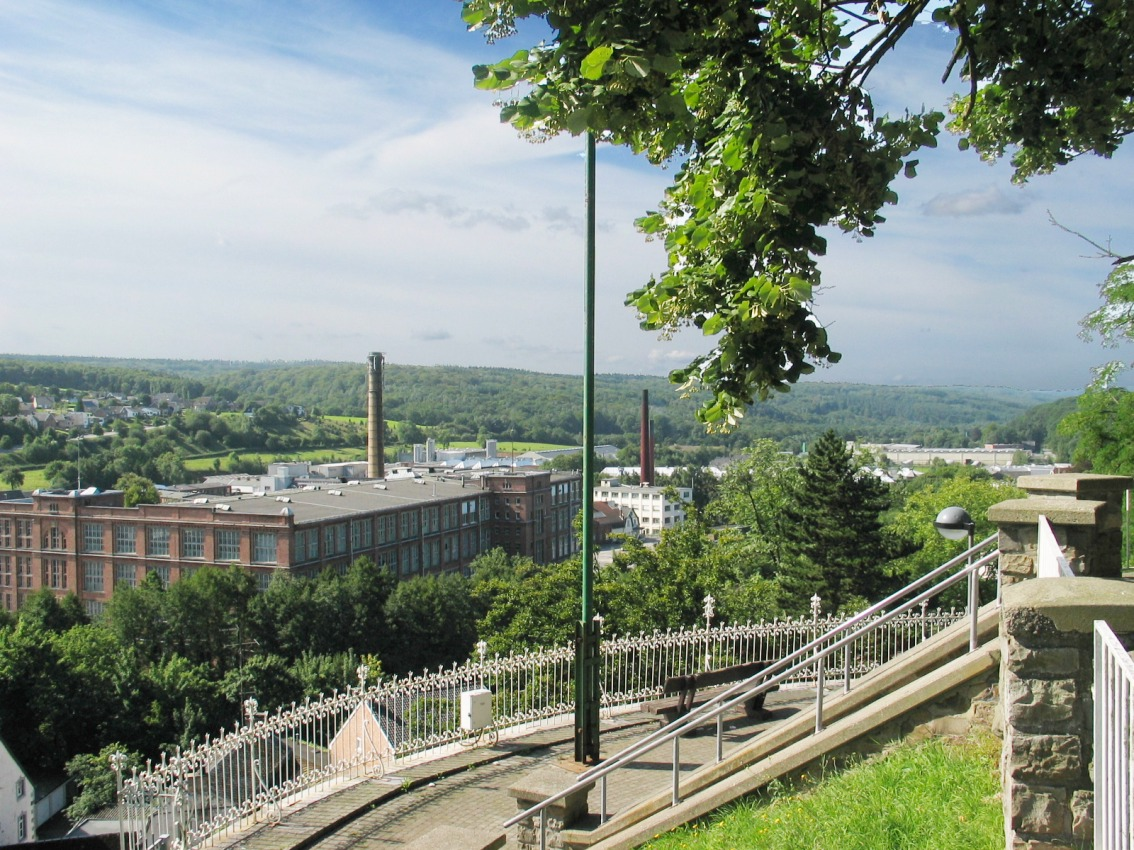
Blick auf die ehemaligen Kammgarnwerke AG

Das Unternehmen Kammgarnwerke AG wurde 1906 auf Initiative von Robert Wetzlar an der Weser gegründet. Beteiligt daran waren aus Eupen die Tuchfabriken „Wilhelm Peters & Sohn“ und „Gülcher & Grand Ry“ sowie aus Aachen die Textilunternehmen Delius, Königsberger, G. H. & J. Croon und Dechamps & Drouven.
Ab 1932 übernahmen die Kammgarnwerke eine Filiale des aufgelösten Nordwolle-Konzerns in Langensalza in Thüringen und führten diese als Tochtergesellschaft unter deutscher Geschäftsleitung als Kammgarnwerke Langensalza GmbH weiter, aus der 1968 ein Volkseigener Betrieb wurde. Nach Auflösung der DDR wurden im Jahr 1992 die belgischen Alteigentümer mit mehreren Millionen DM entschädigt.
Nach Umsatzrückgängen wurde der Betrieb des Kammgarnwerkes im Jahr 1981 als letztes Textilunternehmen Eupens eingestellt und deren Aktiengesellschaft 1989 aufgelöst. Die Immobilien wurden nach und nach von dem expandierenden Kabelwerk Eupen übernommen.